# Ренконтр-Іст
Ренконтр-Іст (англ. Rencontre East) — містечко в Канаді, у провінції Ньюфаундленд і Лабрадор.

## Населення
За даними перепису 2016 року, містечко нараховувало 139 осіб, показавши скорочення на 1,4%, порівняно з 2011-м роком. Середня густина населення становила 53,1 осіб/км².
З офіційних мов обидвома одночасно не володів жоден з жителів, тільки англійською — 140.
Працездатне населення становило 56,2% усього населення, рівень безробіття — 22,2% (0% серед чоловіків та 40% серед жінок). 77,8% осіб були найманими працівниками, а 22,2% — самозайнятими.

## Клімат
Середня річна температура становить 5°C, середня максимальна – 19,2°C, а середня мінімальна – -10,3°C. Середня річна кількість опадів – 1 665 мм.
| Клімат поселення                              | Клімат поселення | Клімат поселення | Клімат поселення | Клімат поселення | Клімат поселення | Клімат поселення | Клімат поселення | Клімат поселення | Клімат поселення | Клімат поселення | Клімат поселення | Клімат поселення | Клімат поселення |
| Показник                                      | Січ.             | Лют.             | Бер.             | Квіт.            | Трав.            | Черв.            | Лип.             | Серп.            | Вер.             | Жовт.            | Лист.            | Груд.            |                  |
| Середній максимум, °C                         | −0,23            | −0,51            | 2,42             | 6,97             | 11,65            | 16,15            | 18,96            | 19,23            | 15,68            | 10,75            | 6,17             | 1,52             |                  |
| Середня температура, °C                       | −5,13            | −5,39            | −2,48            | 2,09             | 6,76             | 11,27            | 15,69            | 15,97            | 12,39            | 7,48             | 2,91             | −1,74            |                  |
| Середній мінімум, °C                          | −10,01           | −10,28           | −7,37            | −2,8             | 1,86             | 6,38             | 12,41            | 12,69            | 9,13             | 4,21             | −0,37            | −5,02            |                  |
| Норма опадів, мм                              | 155              | 145              | 130              | 130              | 119              | 123              | 118              | 107              | 164              | 159              | 161              | 154              |                  |
| Середньомісячна швидкість вітру, м/с          | 8.47             | 7.84             | 7.37             | 6.51             | 5.59             | 5.09             | 4.86             | 5.04             | 5.75             | 6.64             | 7.54             | 8.17             |                  |
| Середньомісячна сонячна радіація, кДж/м²·день | 3933             | 6871             | 10876            | 14205            | 17374            | 19035            | 18498            | 15928            | 12070            | 7334             | 4185             | 3084             |                  |
| --------------------------------------------- | ---------------- | ---------------- | ---------------- | ---------------- | ---------------- | ---------------- | ---------------- | ---------------- | ---------------- | ---------------- | ---------------- | ---------------- | ---------------- |
| Джерело:                                      |                  |                  |                  |                  |                  |                  |                  |                  |                  |                  |                  |                  |                  |